# Marguerite Duras. París 1944
Marguerite Duras. París 1944, también conocida como El dolor (en francés: La douleur), es una película de drama francesa dirigida por Emmanuel Finkiel y estrenada en 2017. Estuvo protagonizada por Mélanie Thierry y Benoît Magimel.
La película fue seleccionada, pero no nominada, para representar a Francia en los Premios Óscar a la mejor película de habla no inglesa. Obtuvo un total de ocho candidaturas en los Premios César y participó en la Selección Oficial del Festival de San Sebastián.

## Sinopsis
La escritora Marguerite Duras se encuentra dos cuadernos viejos en una caja olvidada de hace muchísimos años. A partir de allí, Marguerite comienza a recordar su pasado y el insoportable dolor de la espera.
En la Francia ocupada por los nazis de 1944, la joven y brillante escritora participa activamente en la Resistencia francesa junto con su marido Robert Antelme. Cuando Robert es deportado por la Gestapo, Marguerite se embarca en una lucha desesperada para conseguir que regrese. Entabla una inquietante relación con el colaboracionista Rabier y corre grandes riesgos para salvar a Robert, en un juego del gato y el ratón con impredecibles encuentros por todo París.
Rabier tiene la apariencia de querer ayudarla, aunque también podría solo utilizarla para obtener información sobre los grupos clandestinos antinazis. Finalmente la guerra termina y las víctimas regresan de los campos, un periodo insoportable para Marguerite, una larga y silenciosa agonía tras el caos de la liberación de París. Pero ella continúa esperando, encadenada al tormento de la ausencia, incluso más allá de la esperanza.

## Reparto
- Mélanie Thierry como Marguerite Duras.
- Benoît Magimel como Pierre Rabier.
- Emmanuel Bourdieu como Robert Antelme.
- Benjamin Biolay como Dionys Mascolo.
- Grégoire Leprince-Ringuet como François Morland.
- Shulamit Adar como Madame Katz.
- Salomé Richard como la mujer durante la repatriación de prisioneros en Gare d'Orsay.
- Anne-Lise Heimburger como Madame Bordes.
- Patrick Lizana como Georges Beauchamp.
- Joanna Grudzińska como Thérèse.
- Caroline Ducey como la clienta del restaurante Saint-Georges.

## Recepción

### Crítica
La película recibió críticas positivas aunque se llegó a considerar que tenía atajos triviales y con una adaptación genérica. Sin embargo, la actuación de Mélanie Thierry fue ensalzada.
"El único punto de encuentro entre Marguerite Duras y la película de Emmanuel Finkiel es una voz en off que recorre, desde el presente y recordando ese pasado, toda la película casi como si fuera un fantasma" para Paula Arantzazu aunque alude que el tono de la película es una baza a favor.
"La película es más habilidosa como evocación interior de un estado mental de aflicción. Aunque, con más de dos horas de duración, es sin duda un visionado pesado" dijo Guy Lodge de Variety. "La estructura narrativa que escoge Finkiel está claramente descompensada, Thierry está totalmente convincente y cautivadora de principio a fin" dijo Neil Young de The Hollywood Reporter. "Mélanie Thierry es una Marguerite Duras brillante en una adaptación austera y fascinante" dijo David Ehrlich de IndieWire. "Thierry interpreta a Marguerite con una sutileza que puede ser enigmática, seductora o deliberadamente confusa. La película, como conjunto, no hace justicia a su comprometida actuación" dijo Glenn Kenny de The New York Times. "Pese a los esfuerzos de la actriz [Thierry] por matizar cada uno de sus padecimientos, la película se niega a ninguna otra gradación que no sea su propia gravedad. Dolor por dolor. (…) Puntuación: ★★ (sobre 5)" dijo Luis Martínez en Diario El Mundo. "Una historia desgarradora de ausencia y pena. Hábilmente dirigida y hermosamente interpretada. Thierry es una revelación en el papel de Marguerite" expresó Dustin Chang de Screen Anarchy.

### Reconocimiento
- Premios César
  - César a la Mejor Película (nominada)
  - César al Mejor Director para Emmanuel Finkiel (nominado)
  - César a la Mejor Actriz para Mélanie Thierry (nominada)
  - César a la Mejor Adaptación para Emmanuel Finkiel (nominada)
  - César al Mejor Vestuario para Anaïs Romand y Sergio Ballo (nominados)
  - César a la Mejor Fotografía para Alexis Kavyrchine (nominado)
  - César al Mejor Decorado para Pascal Le Guellec (nominado)
  - César al Mejor Sonido para Antoine-Basile Mercier, David Vranken y Aline Gavroy (nominados)
- Festival de cine de Cabourg
  - Cisne de Oro a la Mejor Actriz para Mélanie Thierry (ganadora)
  - Cisne de Oro adaptada de una novela literaria para Emmanuel Finkiel (ganador)[9]
- Festival de cine de Croisic
  - Mejor Adaptación para Emmanuel Finkiel (ganador)
  - Premio del Jurado para Emmanuel Finkiel (ganador)
  - Mejor Actriz para Mélanie Thierry (ganadora)
- Festival Internacional de Cine de Historia Pessac
  - Premio del jurado profesional a Emmanuel Finkiel (ganador)